# Van Tuong Nguyen
Van Tuong Nguyen (* 17. August 1980 bei Songkhla, Thailand; † 2. Dezember 2005 in Singapur) war ein wegen Drogenschmuggels in Singapur zum Tode verurteilter und hingerichteter Australier vietnamesischer Abstammung.

## Hintergrund
Im Dezember 2002 befand er sich auf der Rückreise von Kambodscha. Am Singapore Changi International Airport fand die Flughafenpolizei etwa 500 Gramm Rauschgift in seinem Handgepäck. Mit dem Erlös des Drogenverkaufs wollte er nach eigenen Angaben Schulden tilgen. Daraufhin wurde er verhaftet. Der gegen ihn geführte Prozess führte zur Verurteilung zum Tode durch den Strang. Ab 15 Gramm reinen Heroins ist nach singapurischem Strafrecht die Todesstrafe vorgeschrieben. Das Urteil wurde am 2. Dezember 2005, 6 Uhr morgens Ortszeit vollstreckt. Vor dem Hintergrund seines Besuches in Deutschland forderte auch Bundeskanzlerin Angela Merkel den Premierminister Singapurs Lee Hsien Loong auf, das Todesurteil zu überdenken. Aber Lee Hsien Loong äußerte sich dazu, dass der Tod die Strafe sei und das Gesetz seinen Lauf nehmen müsse.

## Reaktionen
Der australische Generalanwalt Philip Ruddock bezeichnete die Hinrichtung als „barbarisch“. Er kritisierte unter anderem auch, dass keine mildernden Umstände berücksichtigt worden wären.
Der damalige australische Premierminister John Howard kritisierte die „klinische Regelung“, bei der die Mutter des Delinquenten nur seine Hände halten durfte, anstatt eine Umarmung zu gewähren.